# لي أشكروفت
لي أشكروفت (بالإنجليزية: Lee Ashcroft)‏ (29 أغسطس 1993 في المملكة المتحدة - ) هو لاعب كرة قدم بريطاني في مركز الدفاع. لعب مع نادي كيلمارنوك.

## وصلات خارجية
- لي أشكروفت على موقع قاعدة بيانات كرة القدم.إي يو (الإنجليزية)
- لي أشكروفت على موقع Soccerbase.com (لاعب) (الإنجليزية)
- لي أشكروفت على موقع Soccerway.com (الإنجليزية)
- لي أشكروفت على موقع عالم كرة القدم.نت (الإنجليزية)